# Martin Modéus
Martin Modéus (Jönköping, 1º marzo 1962) è un arcivescovo luterano svedese, primate della Chiesa di Svezia (primus inter pares) dal 4 dicembre 2022.

## Biografia
Nato a Jönköping, ricevette la sua chiamata pastorale a 17 anni. Dopo essere diventato sacerdote, esercitò il pastorato nella diocesi di Växjö.
Laureatosi a fine anni '90 all'Università di Lund in esegetica del Vecchio Testamento e in studi biblici, giunge dopo vari incarichi a Stoccolma a essere eletto vescovo della diocesi di Linköping nel 2011.
Nel giugno 2022 viene eletto 71° arcivescovo di Uppsala (dal 1164), subentrando ad Antje Jackelén ed entrando in carica il 4 dicembre dello stesso anno.

### Vita privata
Modéus è sposato con Marianne Langby Modéus. Suo fratello, Fredrik Modéus, è vescovo della diocesi di Växjö dal 2015.